# 阿勒浦
阿勒浦（英语：Ullapool/ˈʌləpuːl/；苏格兰盖尔语：Ulapul[ˈuɫ̪apʰuɫ̪]），是英国苏格兰高地行政区的一个城镇，位于苏格兰西海岸。总人口1308（2001年）。